# Wildest Dreams (Saga)
Wildest Dreams è il settimo album in studio del gruppo rock canadese Saga, pubblicato nel 1987.

## Tracce
Side 1
1. Don't Put Out the Fire – 3:58
2. Only Time Will Tell – 4:21
3. Wildest Dreams – 4:58
4. Chase the Wind – 4:53

Side 2
1. We've Been Here Before – 4:45
2. The Way of the World – 4:18
3. Angel – 4:20
4. Don't Look Down – 4:39